# 1408
1408 (MCDVIII) var ett skottår som började en söndag i den julianska kalendern.

## Händelser

### November
- 13 november – Tyska orden säljer Gotland till Kalmarunionen för 9 000 engelska nobler. En traktat undertecknas om att ön tillfaller Kalmarunionen och inte något särskilt av dess tre länder.

### Okänt datum
- En strid utbryter mellan kronan och kyrkan om tillsättningen av det svenska ärkebiskopsämbetet.
- Drottning Margareta använder sina kontakter med påven för att köra över kyrkan så att hennes egen kandidat, Jöns Gerekesson (Lodehat) väljs framför Anders Jönsson. Domprosten Anders Jönsson blir istället biskop i Strängnäs.
- Ett stilleståndsavtal mellan Sverige och Novgorod löper ut och följs av småstrider.
- Aberystwyth erövras av den blivande Henrik V av England och får namnet Ville de Lampadarn.

## Födda
- 1 oktober – Karl Knutsson (Bonde), kung av Sverige 1448–1457, 1464–1465 och 1467–1470 samt av Norge 1448–1450 (född detta eller nästa år).
- Þóra Finnsdóttir, isländsk abbedissa.
- Alessandra Macinghi Strozzi, italiensk köpman och brevskrivare.

## Avlidna
- 20 mars – Henrik Karlsson, svensk ärkebiskop sedan 1383.
- 20 juli – Sten Bengtsson (Bielke), svensk riddare och riksråd samt marsk 1374–1387.